# الیس-ساینت-رین
الیس-ساینت-رین (به فرانسوی: Alise-Sainte-Reine) یک کمون در فرانسه است که در Canton of Venarey-les-Laumes واقع شده است.

## خصوصیات
الیس-ساینت-رین ۳٫۸۳ کیلومترمربع مساحت و ۶۲۴ نفر جمعیت دارد و ۳۴۴ متر بالاتر از سطح دریا واقع شده است.